# Tipula tumulta
Tipula tumulta är en tvåvingeart som beskrevs av Alexander 1934. Tipula tumulta ingår i släktet Tipula och familjen storharkrankar. Inga underarter finns listade i Catalogue of Life.